# Bijeljina (regio)
Bijeljina  (Servisch: Бијељинска регија/Bijeljinska regija) is een van de zeven regio's van de Servische Republiek in Bosnië en Herzegovina, vernoemd naar het bestuurscentrum Bijeljina. De regio ligt in het noordoosten van het land aan de grens met Kroatië en Servië.